# سفید بزرگ مادیرایی
سفید بزرگ مادیرایی (نام علمی: Pieris brassicae wollastoni) گونه‌ای پروانه است که در تیره کاهی‌بالان و سرده پروانه‌های سپیدباغی قرار دارد.

## ظاهر
- پهنای بال: ۵۵ تا ۶۵ میلی‌متر

## زیستگاه
- جزایر مادیرا